# Molophilus (Molophilus) axillispinus
Molophilus (Molophilus) axillispinus is een tweevleugelige uit de familie steltmuggen (Limoniidae). De soort komt voor in het Neotropisch gebied.